# Käringholm, Nagu
Käringholm är en ö nära Högsar i Nagu,  Finland. Den ligger i Skärgårdshavet i Pargas stad i den ekonomiska regionen  Åboland i landskapet Egentliga Finland, i den sydvästra delen av landet. Ön ligger omkring 2 kilometer sydväst om Högsar, 8 kilometer sydväst om Nagu kyrka, 42 kilometer sydväst om Åbo och omkring 170 kilometer väster om Helsingfors. Närmaste allmänna förbindelse är förbindelsebryggan vid Mattnäs som trafikeras av M/S Cheri.
Öns area är 1,4 hektar och dess största längd är 170 meter i nord-sydlig riktning.